# Pauline Duchambge
Pauline Duchambge (née Marie Barbe Charlotte Antoinette Pauline de Montet à Strasbourg le 7 octobre 1776 et morte à Paris le 23 avril 1858) est une chanteuse, parolière et compositrice française. Elle est l'autrice de nombreuses romances qui connurent un grand succès en son temps.
Élève de Cherubini et compagne d'Auber, elle a également mis en musique des romances écrites par son amie la poétesse Marceline Desbordes-Valmore. À l'époque, la romance de salon était un genre très en vogue, intermédiaire entre le lyrique et la chanson populaire, souvent dévolu aux femmes.

## Biographie
Pauline Duchambge est née vers le 7 octobre 1776, date de son baptême à l'église paroissiale catholique de Saint-Pierre-le-Jeune de Strasbourg. Ses parents Charles François de Montet, chevalier de Montet, général de brigade et Marie Françoise du Buc du Ferret ont peut-être vécu quelque temps à la Martinique mais rien n'indique avec certitude qu'elle y ait passé sa petite enfance comme certaines sources l'affirment,.
C'est jeune en tout cas qu'elle reçoit à Paris du maître de piano Léopold-Bastien Desormery (de) une éducation musicale au couvent.

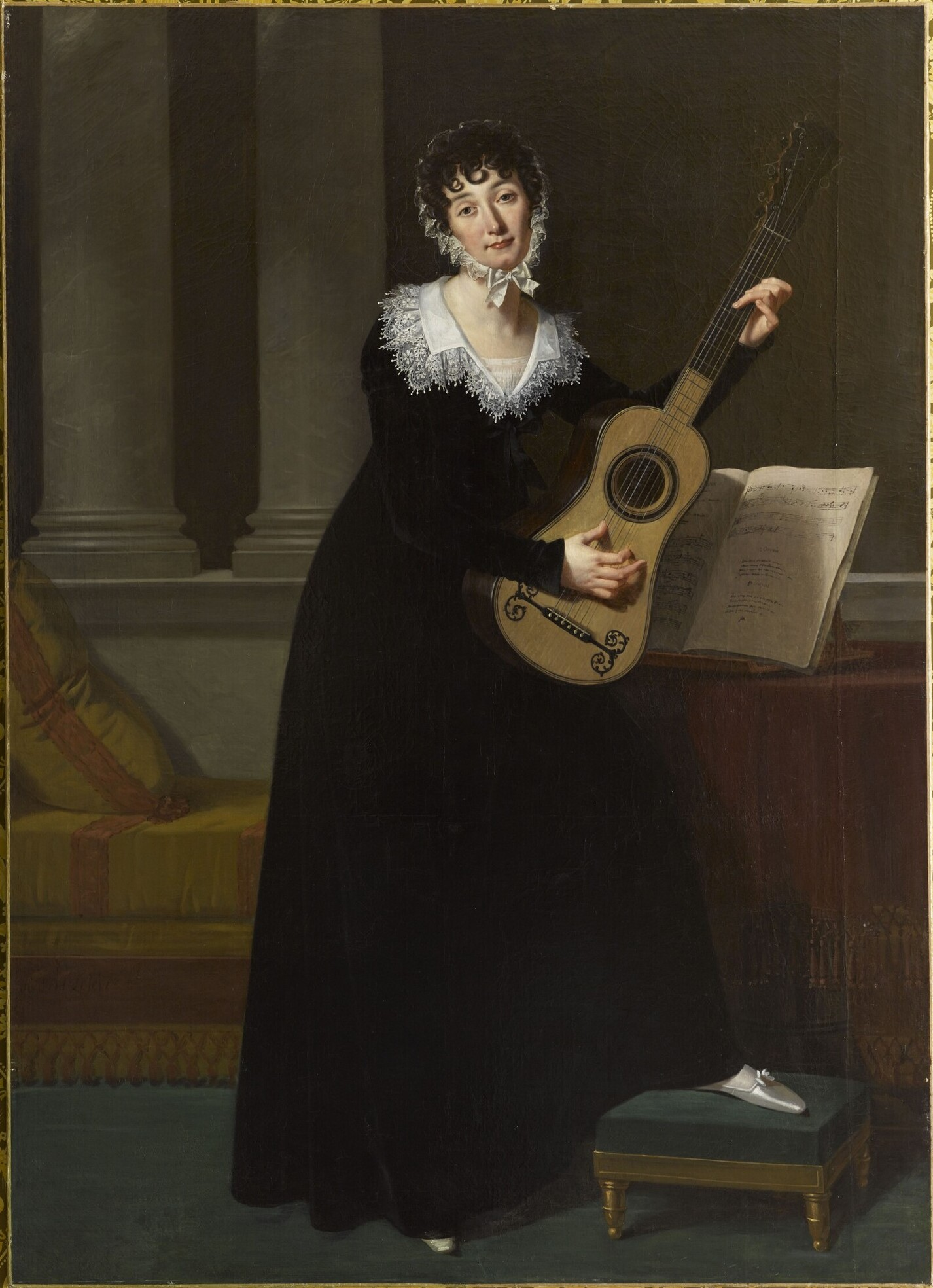
Pauline Duchambge, peinture de Robert Lefèvre.

Elle se marie à Ollainville le 9 août 1796 avec le baron Auguste (Philibert Désiré) Duchambge d'Elbhecq, (famille du Chambge), son cousin germain, fils du général et député Pierre Joseph du Chambge d'Elbhecq, mais divorcera vite, en gardant son nom. Elle en a deux enfants un fils mort à cinq ans et une fille.
Sa situation financière se dégradant, elle décide de se consacrer pleinement à l'étude de la musique et travaille ainsi l'harmonie avec Cherubini, Dussek et Auber, dont elle s'éprend.
En 1814, sa pension lui est retirée et elle se résout à donner des leçons de musique. C'est en 1815 qu'elle fait la connaissance de Marceline Desbordes-Valmore, qui devient dès lors une amie indéfectible et avec qui elle entretient une relation épistolaire soutenue,. Elle fréquente les grands auteurs de son temps, Hugo, Chateaubriand, Alphonse de Lamartine, Alfred de Vigny, dont elle pare les textes de sa musique. C'est l'apogée de sa carrière, avant que la vogue de la romance ne s'effrite, annonçant un déclin personnel.
Ruinée, oubliée, Pauline Duchambge meurt à Paris le 23 avril 1858. Auber, qui fut son compagnon, déposa plus de trois cents romances d'elle à la bibliothèque du Conservatoire. Son amie Marceline Desbordes-Valmore la suivit dans la tombe le 23 juillet 1859.

## Œuvre
Comme compositrice, Pauline Duchambge est l'autrice de pièces pour piano et près de 400 romances, parmi lesquelles Fétis distingue l'Ange gardien, la Brigantine, la Séparation, le Bouquet de bal, le Matelot, le Rêve du mousse, le Couvre feu, Angèle. Le musicographe souligne également : « Les mélodies de Mme Duchambge se font remarquer par une sensibilité douce et l'élégance de la forme ».

## Discographie
- Les compositeurs de Marceline Desbordes-Valmore, Françoise Masset, soprano, et Nicolas Stavy, piano, Solstice[16].